# Kompleks owsiano-pastewny górski
Kompleks owsiano-pastewny górski (13)  Do tego kompleksu są zaliczane najwyżej położone  gleby terenów górskich. Kompleks owsiano-pastewny górski występuje na wysokości 650–900 m n.p.m. Wartość rolnicza tych gleb jest silnie determinowana przez klimat. Strefa występowania  gleb tego kompleksu charakteryzuje się średnimi rocznymi: opadami rzędu 1100-1400 mm oraz temperaturami rzędu 4,6-5,2 °C. Okres wegetacyjny trwa poniżej 190 dni, a pokrywa śnieżna utrzymuje się przez 120-170 dni. Na tym kompleksie uprawia się najczęściej owies i mieszanki motylkowato-trawiaste o niewielkim udziale roślin motylkowatych. Można również uprawiać żyto jare, jęczmień jary i ziemniaki, ale ich plony są małe.